# Luca Cattaneo
Luca Cattaneo (* 24. Juli 1972 in Breno) ist ein italienischer Skirennläufer. Als Spezialist für die schnellen Disziplinen Abfahrt und Super-G nahm er bis 2005 an Wettkämpfen im Alpinen Skisport teil, erreichte zwei Podestplätze im Weltcup und einen sechsten Platz im Super-G bei den Weltmeisterschaften 1997. Danach wechselte er zur Freestyle-Disziplin Skicross und fuhr im Weltcup bisher dreimal unter die schnellsten 15.

## Biografie

### Ski Alpin
Cattaneos erstes Großereignis waren die Juniorenweltmeisterschaften 1991 in Geilo. Hierbei erreichte er den fünften Platz in der Abfahrt und Rang elf im Super-G. Er startete auch im Slalom, einer Disziplin, in der er später im Weltcup nur im Rahmen von Kombinationen teilnahm, und wurde 24. Seine ersten Weltcuppunkte gewann der damals 20-Jährige am 12. Dezember 1992 mit Rang 23 in der Abfahrt auf der Saslong in Gröden. Vier Monate später gelang ihm mit Platz zehn in der vorletzten Abfahrt der Saison 1992/93 in Kvitfjell das erste Top-10-Ergebnis. Fortan konnte er sich regelmäßig in den Weltcuppunkteränge, also unter den besten 30, platzieren, fuhr aber fast vier Jahre lang nur ein weiteres Mal unter die schnellsten zehn. 1996 wurde er italienischer Meister in der Abfahrt. Am 29. Januar 1997 erzielte Cattaneo mit Platz acht im Super-G von Laax sein bis dahin bestes Weltcupresultat und eine Woche darauf startete er bei den Weltmeisterschaften 1997 in Sestriere. Dort erreichte er im Super-G als bester Italiener den sechsten Platz und in der Abfahrt Rang elf.
In den nächsten beiden Jahren gelangen dem Italiener auch im Weltcup mehrere Spitzenplätze. Am 10. Januar 1998 stand er als Dritter des Super-Gs auf der Planai in Schladming erstmals auf dem Siegerpodest und am 12. Dezember 1998 erreichte er mit Platz zwei in der Abfahrt von Val-d’Isère sein bestes Weltcupergebnis. Auf den Sieger Lasse Kjus fehlten ihm 24 Hundertstelsekunden. Mit einigen weiteren Top-10-Ergebnisse erzielte er in diesen beiden Jahren auch seine besten Ergebnisse im Gesamt- und in den Disziplinenweltcups. In der Saison 1997/98 war er vor allem im Super-G erfolgreich und belegte den achten Platz im Disziplinenweltcup, während er in der Saison 1998/99 die besseren Ergebnisse in der Abfahrt erzielte und im Abfahrtsweltcup 14. wurde. Im Gesamtweltcup kam er in beiden Jahren unter die besten 30, wofür ihm auch seine Ergebnisse in den Kombinationswertungen halfen, obwohl er die Saison 1997/98 bereits vorzeitig beenden musste. In der Abfahrt der Olympischen Winterspiele 1998 in Nagano erlitt Cattaneo eine Achillessehnenruptur im linken Bein, weshalb er im Rest des Winters keine Wettkämpfe mehr bestreiten konnte. Drei Tage zuvor hatte er im olympischen Kombinationsslalom den zwölften Platz belegt. An der Kombinationsabfahrt, die wegen wetterbedingter Verschiebungen am selben Tag wie die Spezialabfahrt stattfand, sowie an dem einen Tag später ausgetragenen Super-G konnte er nicht mehr teilnehmen. Bei den Weltmeisterschaften 1999 in Vail/Beaver Creek kam er trotz seiner guten Abfahrts-Weltcupergebnisse nur im Super-G zum Einsatz und wurde 24.
An die Ergebnisse der Vorjahre kam Luca Cattaneo ab der Saison 1999/2000 nicht mehr heran. Nur noch selten fuhr er unter die besten 15 und der zehnte Platz in der Abfahrt von Kvitfjell am 3. März 2000 war sein letztes Top-10-Resultat. Im Dezember 2000 und Februar 2002 erreichte er noch zwei elfte Plätze, kam sonst aber zumeist nicht mehr unter die besten 20. Ab der Saison 2001/02 startete er im Weltcup fast nur noch in der Abfahrt und konnte im Super-G nicht mehr punkten. Seine letzten Weltcuppunkte gewann er am 30. Januar 2004 mit Platz 28 in der Abfahrt von Garmisch-Partenkirchen, ein Jahr später bestritt er in Chamonix sein letztes Weltcuprennen. Bis zum Ende des Winters 2004/05 nahm er noch an Europacuprennen teil, ehe er bei den italienischen Meisterschaften im März 2005 seine Karriere als alpiner Skirennläufer beendete.

### Skicross
Nur eine Woche nach seinem letzten Rennen im Alpinen Skiweltcup nahm Luca Cattaneo am 15. Januar 2005 in Pozza di Fassa zum ersten Mal an einem Weltcuprennen in der Freestyle-Disziplin Skicross teil und gewann mit Platz 26 gleich die ersten Weltcuppunkte. Ähnliche Ergebnisse erzielte er auch in den folgenden Rennen, bis ihm im Januar und Februar 2007 mit den Plätzen elf in Flaine und neun in Les Contamines seine bisher besten Ergebnisse im Skicross-Weltcup gelangen und er damit den 13. Platz in der Weltcupwertung der Saison 2006/07 erzielte. Kurze Zeit später fuhr er bei den Weltmeisterschaften 2007 in Madonna di Campiglio auf Platz 14. In der Saison 2007/08 fuhr Cattaneo noch zweimal unter die besten 20, aber im nächsten Winter kam er nur einmal unter die besten 30. Bei den Weltmeisterschaften 2009 in Inawashiro wurde er 35. Seine letzten Skicross-Weltcuprennen bestritt er im Dezember 2009.

## Erfolge

### Ski Alpin
Weltmeisterschaften
- Sestriere 1997: 6. Super-G, 11. Abfahrt
- Vail/Beaver Creek 1999: 24. Super-G

Juniorenweltmeisterschaften
- Geilo 1991: 5. Abfahrt, 11. Super-G, 24. Slalom

Weltcup
- Zwei Podestplätze und weitere 13 Top-10-Platzierungen

Italienische Meisterschaften
- italienischer Meister in der Abfahrt 1996

### Skicross
Weltmeisterschaften
- Madonna di Campiglio 2007: 14. Skicross
- Inawashiro 2009: 35. Skicross

Weltcup
- Eine Top-10-Platzierung und weitere fünfmal unter den besten 20